# Ordem do Libertador
A Ordem do Libertador foi a mais alta distinção na Venezuela e destinava-se a premiar distinto serviço à Pátria, o mérito excepcional e os benefícios para os eventos da comunidade, por isso para os venezuelanos que têm a preferência sobre qualquer outro, nacional ou estrangeiro. O presidente era chefe da Ordem e tinha autoridade exclusiva para conferir a condecoração, e correspondeu, por lei, o Colar da Ordem.
Ele tem uma longa história, como tal, foi criado originalmente por Antonio Guzmán Blanco em 14 de setembro de 1880, e reformada em 1922 sob a presidência de Juan Vicente Gómez, mas é um antecedente direto da "Medalha de Distinção com o Busto do Libertador" criado em 11 de março de 1854 sob a presidência de José Gregorio Monagas e mais tarde na Ordem do Libertador criado por Simón Bolívar em 1813. Em 2010, a Assembleia Nacional da Venezuela, revogou este prêmio pela nova Ordem dos Libertadores e Libertadores da Venezuela, que tem três classes: lança, espada e flecha.

## Classes
Grande-Colar
- Primeira Classe (Grã-Cruz)
- Segunda Classe (Grande-Oficial)
- Terceira Classe (Comendador)
- Quarta Classe (Oficial)
- Quinta Classe (Cavaleiro)